# Thomas Larcher
Thomas Larcher (nacido el 16 de septiembre de 1963 en Innsbruck) es un compositor y pianista austriaco.

## Biografía y Obra
Thomas Larcher completó sus estudios en la Universidad de Música y Artes Escénicas de Viena con Heinz Medjimorec y Elisabeth Leonskaja (piano) y Erich Urbanner (composición). Se hizo muy conocido como pianista mientras estaba en la universidad, centrándose particularmente en el área de la música contemporánea.
Larcher ha actuado bajo la batuta de directores como Claudio Abbado, Pierre Boulez, Dennis Russell Davies y Franz Welser-Möst, y ha colaborado estrechamente con compositores como Heinz Holliger, Olga Neuwirth e Isabel Mundry. También es activo en el ámbito de los festivales de música: fundó el festival "Sound Traces/Klangspuren" (que dirigió de 1993 a 2004) y el festival "Music in the Giant/Musik im Riesen", que dirige desde 2004.
Larcher ha escrito numerosas composiciones para solistas y conjuntos de renombre internacional como la London Sinfonietta, el Artemis Quartet, Heinrich Schiff, Matthias Goerne, Till Fellner, la Orquesta Sinfónica de la Radio de Viena y la Orquesta Sinfónica de San Francisco. Ha sido comisionado por el Festival de Lucerna, el Southbank Centre de Londres y el Wigmore Hall, y el Zaterdagmatinee de Ámsterdam.

## Premios
- Choc du Monde de la Musique
- Preis der deutschen Schallplattenkritik (Premio de la crítica discográfica alemana), Quarterly Critics' Choice 4/2006
- Elección del editor ( Gramófono (revista) )
- Premio al Compositor Británico (Categoría Internacional) por Concierto para Violín, Violonchelo y Orquesta (2012)
- Premio Stoeger de la Sociedad de Música de Cámara de Nueva York (2014)[2] (2014/15)
- Premio de Arte de Austria (2015)
- Premio Ernst Krenek de la Ciudad de Viena (2018)
- Premio de Composición Musical de la Fundación Príncipe Pierre de Mónaco por la sinfonía n.º 2 "Kenotaph" (2018)
- Großer Österreichischer Staatspreis (Gran Premio Estatal de Austria) (2019)
- Premio de Arte del Estado de Tirol (2021)

## Trabajos seleccionados
Las obras de Larcher son publicadas por Schott Music .
Ópera
- The Hunting Gun, ópera en tres actos, libreto basado en una novela corta de Yasushi Inoue (Estreno: Bregenzer Festspiele 15 de agosto de 2018) (2015–2018)[3][4]

obras orquestales
- Rojo y verde para gran orquesta (2010)
- Sinfonía n.° 2 Kenotafio (2015-2016)[5]
- Quiasma para orquesta (2017)[6]
- Sinfonía n.º 3 Una línea sobre el cielo (2020), estreno mundial: Filarmónica de Brno, director Dennis Russell Davies.[7]

Música de cámara
- Cold Farmer, cuarteto de cuerda n. ° 1 (1990)
- Kraken para violín, violonchelo y piano (1994-1997)
- Mumien (Momias) para violonchelo y piano (2001)
- Mi enfermedad es la medicina que necesito para soprano, violín, violonchelo y piano (2002)
- Uchafu para trompeta y piano (2003)
- IXXU, cuarteto de cuerda n.° 2 (1998–2004)
- Madhares, cuarteto de cuerda n. ° 3 (2006-2007)
- Un ciclo de Padmore para tenor y piano (2010-2011)
- Astillas para violoncello y piano (2012)
- Luces líricas para tenor y clarinete (2013)
- Sueños lúcidos, Cuarteto de Cuerdas No. 4 (2015)
- A Padmore Cycle para trío de piano y tenor (2010–2011, 2017; versión ampliada de A Padmore Cycle para tenor y piano)
- deep red / deep blue para flauta y piano (2018)